# Anthurium longifolium
Anthurium longifolium är en kallaväxtart som först beskrevs av Franz Georg Hoffmann, och fick sitt nu gällande namn av George Don jr. Anthurium longifolium ingår i släktet Anthurium och familjen kallaväxter. Inga underarter finns listade.